# Hans Spekman
Johannes Leonardus (Hans) Spekman (Zevenhuizen, 6 april 1966) was van 2012 tot 2017 partijvoorzitter van de Partij van de Arbeid. Daarvoor was hij vanaf 2006 namens die partij lid van de Tweede Kamer. Ook was hij wethouder in de gemeente Utrecht.

## Levensloop
Spekman groeide op in een gezin van vier kinderen waarvan de vader Johannes L. Spekman vroeg overleed. Na zijn middelbareschooltijd volgde Spekman een hbo-opleiding milieukunde. Vervolgens studeerde hij nog een jaar wijsbegeerte en een jaar politicologie aan de Universiteit van Amsterdam, waarvan hij de propedeuse behaalde. In 1995 werd hij lid van de gemeenteraad in Utrecht en in 1997 werd hij fractievoorzitter. 
Spekman is getrouwd en heeft drie kinderen.

## Politiek
Van januari 2001 tot april 2006 was hij wethouder in de gemeente Utrecht, verantwoordelijk voor Sociale Zaken, Maatschappelijke Opvang en Verslavingszorg, Interculturalisatie, Sport en de wijken Noordwest en Zuid. Hij maakte naam met het beëindigen van “de hel” van Hoog Catharijne (de junkentunnel) en het opzetten van daklozenopvang en verstrekpunten van drugs voor verslaafden. Hiermee gaf hij daklozen een menswaardig bestaan en werd de veiligheid verbeterd in de stad. In 2005 kreeg de gemeente Utrecht de Hein Roethof-prijs voor de aanpak van de overlast in Hoog Catharijne.
Ook intensiveerde hij de opsporing van fraudegevallen, zowel onder uitkeringsgerechtigden als onder ondernemers, door de oprichting van Regionale Sociale Fraudeteams. Hij voerde een beleid dat er op gericht was het op straat zetten van vreemdelingen te voorkomen en had bijzondere aandacht voor kwetsbare groepen. Spekman is lid van het Ambassadeursnetwerk van de stichting Taal Doet Meer in Utrecht.
Voor de gemeenteraadsverkiezingen van maart 2006 kondigde Spekman aan niet meer beschikbaar te zijn voor een nieuwe termijn als wethouder, omdat hij zich kandidaat wilde stellen voor de Tweede Kamer. Vanaf dat moment was hij als adviseur betrokken bij de parlementsfractie van de PvdA. Bij de Tweede Kamerverkiezingen van 2006 werd hij gekozen als Tweede Kamerlid. Samen met Halbe Zijlstra (VVD) nam hij het initiatief tot de invoering van een speciale voetbalwet die het geweld van voetbalhooligans zou moeten tegengaan. Als wethouder van Sport in Utrecht was Spekman verantwoordelijk voor een lening aan FC Utrecht van 25 miljoen euro om de club overeind te houden. Tegenover de door Spekman bedachte constructie stonden te weinig zekerheden en in 2012 werd bekend dat de gemeente een groot gedeelte van het geld, bijna 14 miljoen euro, niet terug zal krijgen. Van FC Utrecht kreeg hij bij zijn afscheid als wethouder en als dank voor de steun een seizoenskaart voor het leven.
Spekman hield op 23 januari 2007 zijn maidenspeech over de begroting 2007 van het ministerie van Justitie.
Bij de parlementsverkiezingen van 9 juni 2010 stond hij op plaats elf van de PvdA-lijst. Hij kreeg 3718 voorkeurstemmen.
Spekman diende in april 2010, samen met Ed Anker (ChristenUnie) een motie in die de regering opriep om versterking van de positie van in Nederland "gewortelde" minderjarige vreemdelingen op te nemen in de Vreemdelingenwet. De aangenomen motie werd in eerste instantie onuitvoerbaar geacht. Waarop Spekman samen met Joël Voordewind een initiatiefwetsvoorstel in 2011 indiende, Op dat moment speelde de uitzetting van een Afghaans meisje Sahar, die al 11 jaar in Nederland woonde en uiteindelijk mocht blijven omdat ze te "verwesterd" was. Jongeren met een vluchtelingenstatus die langer dan acht jaar in Nederland verblijven, zouden volgens het voorstel van Spekman/Voordewind een verblijfsvergunning moeten krijgen. De Raad van State bracht een negatief advies uit. Partijgenoot Diederik Samsom en Joël Voordewind (ChristenUnie) pasten het wetsvoorstel aan. Op dat moment begon ook de zaak Mauro te spelen en werd het wetsvoorstel ook wel bekend als de "Maurowet". Uiteindelijk zou de wet in de vorm van de  "Regeling langdurig verblijvende kinderen" bekend worden als het kinderpardon.

## PvdA-voorzitter
Op 3 oktober 2011 maakte Lilianne Ploumen bekend dat zij op het PvdA-congres in januari 2012 zou stoppen als PvdA-voorzitter. Spekman stelde zich op 4 november kandidaat om haar op te volgen. Op 21 december 2011 werd Spekman met 81,8 procent van de stemmen verkozen en liet medekandidaten Piet Boekhoudt (9,8%) en René Kronenberg (8,3%) ruim achter zich.
Een duo-interview in dagblad Trouw met Spekman en partijleider Job Cohen, op 16 februari 2012, veroorzaakte grote commotie binnen de PvdA-fractie in de Tweede Kamer. Als gevolg daarvan voelde Cohen zich vier dagen later gedwongen per direct af te treden als partijleider en fractievoorzitter. Hij kondigde ook meteen zijn vertrek uit de Tweede Kamer aan. Pal na zijn officiële bekendmaking, besloot Spekman eigenhandig om de opvolging te laten verlopen via een ledenraadpleging. De PvdA-fractie in de Tweede Kamer had het grondwettelijke recht dat besluit naast zich neer te leggen. Immers, volksvertegenwoordigers mogen in hun taakuitoefening geen last (opdracht) van derden aanvaarden. De fractie ging echter na ampel beraad akkoord. Op 6 maart 2012 vertelde Spekman dat wat hem betreft in de toekomst ook niet-PvdA-leden mee zouden mogen stemmen in een lijsttrekkersverkiezing.
In de aanloop naar de verkiezingen voor de Tweede Kamer van 2017 zette Spekman de PvdA-voorlieden Diederik Samsom en Lodewijk Asscher tegen elkaar op in een lijsttrekkersstrijd 'op leven en dood'. Asscher won en Samsom verliet onmiddellijk de politiek. In maart 2017 leed de PvdA een historische nederlaag tijdens de Tweede Kamerverkiezingen 2017. De partij verloor 29 Kamerzetels en hield er negen over. Onmiddellijk na de uitslag gingen stemmen op dat Spekman zijn functie moest neerleggen. Op 17 maart besloot Spekman zelf op te stappen. Een dag later werd op de PvdA-ledenraad met iets meer dan 60% van de stemmen besloten dat Spekman - conform zijn eigen verzoek - tot 7 oktober als voorzitter mocht aanblijven. Hij werd opgevolgd door Nelleke Vedelaar.

## Jeugdeducatiefonds
Sinds 1 februari 2018 is Spekman de eerste directeur van het nieuw opgerichte Jeugdeducatiefonds, dat zich inzet voor kinderen met achterstanden.

## Uitspraken
- Op 14 oktober 2008 pleitte Spekman als woordvoerder armoedebeleid en asielzaken voor een keiharde aanpak van Marokkaanse probleemjongeren. ‘De Marokkanen die niet willen deugen moet je vernederen, voor de ogen van hun eigen mensen.’[17]
- Op 4 november 2012 deed hij voorafgaand aan het congres van de PvdA de karakteristieke uitspraak "Nivelleren is een feestje." De uitspraak leidde tot veel kritiek.

## Trivia
- Op wielerbaan de Nedereindse Berg bij Nieuwegein is een beklimming met een hoogte van 13,95 meter naar Spekman vernoemd; de Col de Hans Spekman (52° 2′ 18″ NB, 5° 3′ 34″ OL).
- Spekman staat bekend om zijn onconventionele uiterlijke verschijning voor een politicus, zoals zijn ongekamde haren en een kledingkeuze van onder andere gebreide truien.